# オジンオズボーンのオールナイトニッポンシリーズ
『オジンオズボーンのオールナイトニッポンシリーズ』は、お笑いコンビのオジンオズボーンがパーソナリティを務めていたニッポン放送のラジオ番組の総称。

## 概要
オールナイトニッポンGOLDはゆずがライブ等で休止の際に担当する。

## 放送日

### オールナイトニッポンGOLD
- 2012年11月6日、2013年1月1日、1月15日火曜日22:00〜23:50（JST、一部地域を除く）

### オールナイトニッポンR
- 2013年3月2日、2014年5月3日土曜日27:00～29:00（JST、一部地域を除く）

### オールナイトニッポン0
- 2022年12月17日土曜日27:00~29:00（JST、一部地域を除く）

## テーマ曲
- オープニング・エンディング：ハーブ・アルパート&ザ・ティファナ・ブラス「BITTERSWEET SAMBA」

## ネット局
- オールナイトニッポンGOLDを参照。
- オールナイトニッポンRを参照。

## コーナー
- THE MANZAI2012大予想 - オジンオズボーンも参加するTHE MANZAI2012。12月に行われる決勝大会でどんなことが起こるのかを予想して送るコーナー。
- CM中 - ラジオ番組の“ＣＭ中”に芸能人がどんなことを言ってるのか、想像して送るコーナー。
- はい、森脇です - オジンオズボーンの事務所の先輩・森脇健児さんの留守電は、どんな『応答メッセージ』なのか、「はい、森脇です」に続くセリフを想像して送るコーナー。
- 寿司ダジャレ - 寿司ネタに関する篠宮が言うようなダジャレを募集するコーナー。
- ダジャレクイズ - 篠宮が箱からダジャレのお題を引いてダジャレを考え、篠宮が考えたダジャレを当てるコーナー。このコーナーには高松とスタッフも参加する。

## スタッフ
- ディレクター

　宗岡芳樹（2012年11月6日、2013年1月1日、1月15日）　《『オードリーのオールナイトニッポン』、『ゆずのオールナイトニッポンGOLD』などを担当。プロデューサーとして『ナインティナインのオールナイトニッポン』も担当。》
　石井玄（2013年3月2日）　《ADとして『オードリーのオールナイトニッポン』、『Hi-Hiのオールナイトニッポン0(ZERO)』を担当。》
- アシスタント・ディレクター

　鈴木賢一（通称：ビーチさん）《ディレクターとして『ナインティナインのオールナイトニッポン』も担当。過去に『オードリーのオールナイトニッポン』を担当。》
- 構成作家：奥田泰　《『ナインティナインのオールナイトニッポン』、『オードリーのオールナイトニッポン』などを担当》

- ミキサー：若林千真